# Lista krakowskich pomników

## Lista krakowskich pomników
Wytłuszczone – oddzielny artykuł o pomniku

### A
- Władysława Andersa – przy ul. Rakowickiej 29, na terenie Centrum Operacji Lądowych – Dowództwo Komponentu Lądowego, popiersie z brązu, autor Czesław Dźwigaj (2008)[1];
- Pomnik upamiętniający bohaterów bitwy o Monte Cassino – na skwerze 2 Korpusu Polskiego przy rondzie Kocmyrzowskim, odsłonięty w 2004;
- Juliana Aleksandrowicza – w Zaułku Estreichera (ul. św. Anny 10), popiersie z brązu, autor Karol Badyna (2014)[1];
- Teodora Axentowicza – na placu Teodora Axentowicza, popiersie z brązu, wykonał Karol Badyna według gipsowego odlewu autorstwa Konstantego Laszczki (2022)[2]

### B
- Michała Bałuckiego – na Plantach, za Teatrem Słowackiego; autor Tadeusz Błotnicki (1911)
- Stefana Banacha – przed Instytutem Filologii Wschodniosłowiańskiej przy ul. Reymonta 4; autor Małgorzata Olkuska (1999)[3]
- Stefana Banacha i Ottona Nikodyma – pomnik-ławeczka matematyków na Plantach, przy ul. Podzamcze; autor Stefan Dousa (2016)[4]
- św. Barbary – na szczycie gmachu głównego AGH (pawilon A-0), odsłonięty pod koniec sierpnia 1939; autor Stefan Zbigniewicz[5][6]. Zburzony w styczniu 1940, zrekonstruowany w 1999; odtwórca Jan Siek[6]
- Wojciecha Bednarskiego – w parku Bednarskiego w Podgórzu; autor Stanisław Popławski (1937)
- św. Bernarda z Clairvaux – wcześniej przed bazyliką, obecnie na terenie ogrodu opactwa cystersów w Mogile (zobacz)
- Ludwika Bierkowskiego – przy ul. Kopernika 7c, przed Instytutem Biochemii; autor Józef Potępa (1987)
- Wincentego Bogdanowskiego – w Parku Strzeleckim; autor Czesław Dźwigaj (1997)
- Wojciecha Bogusławskiego – w Mogile, przy ul. Wacława Sieroszewskiego, głaz z napisem położony w 1971
- 750-lecia Bractwa Kurkowego – w Parku Strzeleckim; autor Czesław Dźwigaj (2007)[7][8]

### C
- Fryderyka Chopina – w Parku Decjusza; autor Bronisław Chromy (2005)
- Bronisława Czecha – przed budynkami AWF; autor Bronisław Chromy (1988)
- Rafała Józefa Czerwiakowskiego – przy ul. Kopernika 40, przed Katedrą Chirurgii; autor Józef Sękowski (1989)
- Czynu rewolucyjnego proletariatu krakowskiego – przy al. Daszyńskiego; autor Antoni Hajdecki (1986)

### D
- komandora Franciszka Dąbrowskiego – przy ul. Ujastek 11, odsłonięty w 1981[9] (zobacz)
- Edwarda Dembowskiego – w Podgórzu, na pl. Lasoty; autor Józef Potępa (1966)
- Józefa Dietla – na pl. Wszystkich Świętych; autor Xawery Dunikowski (1936, odsłonięty w 1938)
- 25-lecia czynu legionowego (wymarszu 1 baterii 1. Pułku Artylerii Legionów Polskich) – przy ulicy księcia Józefa (1939) [10]
- psa Dżoka – na bulwarach wiślanych, koło Mostu Grunwaldzkiego; autor Bronisław Chromy (2001)[11]

### E
- Karola Estreichera jr. – w Zaułku Estreichera, ul. św. Anny 10, popiersie z brązu, autor: Karol Badyna, (2014)[1].

### F
- Aleksandra Fredry – przed Teatrem Słowackiego, ul. Szpitalna, popiersie z marmuru na cokole z granitu, autorzy: popiersie Cyprian Godebski, cokół Józef Pokutyński (1900)[1];
- Andrzeja Frycza Modrzewskiego – przed budynkiem Krakowskiej Akademii, ul. Gustawa Herlinga-Grudzińskiego, popiersie z brązu, autor: Marian Konieczny, (2003)[1].

### G
- ojca Wilhelma Gaczka – przed kościołem św. Mikołaja z Tolentino przy ul. Górników w Prokocimiu
- gen. bryg. prof. dr hab. med. Mariana Garlickiego – przy ul. Wrocławskiej 1, na terenie 5 Wojskowego Szpitala Klinicznego, odsłonięty w 2005[12]
- Walerego Goetla – przy ul. Kościuszki; autor Stefan Dousa (1983)
- Gombrowiczowi Rodacy – huśtawka-pomnik upamiętniająca Witolda Gombrowicza – przy ul. Józefińskiej; autor Małgorzata Markiewicz (2012)[13]
- Górnika i Hutnika – przed budynkiem głównym AGH, odsłonięte w 1935; autor Jan Raszka. Usunięte z powodu zniszczenia pod wpływem czynników atmosferycznych w 1954, zrekonstruowane w 1979; odtwórcy: Bogusz Salwiński (górnicy)[14] i Jan Siek (hutnicy)[15]
- Grażyny i Litawora – na Plantach, w pobliżu Liceum Nowodworskiego; autor Alfred Daun (1884)
- Artura Grottgera – na Plantach, koło Pałacu Sztuki, odsłonięty w 1903; autor Wacław Szymanowski (1901)
- Grunwaldzki – na placu Matejki; autor Antoni Wiwulski (1910), rekonstrukcja Marian Konieczny (1976)

### H
- Harcerzy poległych w II wojnie światowej – koło kościoła św. Józefa w Podgórzu, odsłonięty w 1988
- Harfiarza (Bohdana Zaleskiego) – na Plantach, koło sadzawki; autor Pius Weloński (1886)
- Hermesa (kopia) – w Zaułku Książąt Czartoryskich

### J
- Jana Pawła II  Osobny artykuł: Pomniki Jana Pawła II w Krakowie.
  - pomnik na dziedzińcu Pałacu Biskupiego; autor Jole Sensi Croci (1980)
  - pomnik przed kościołem w Mistrzejowicach; autor Kazimierz Gustaw Zemła (1991)
  - w Ogrodzie Strzeleckim; autor Czesław Dźwigaj (2000)[16]
  - przed kościołem Dobrego Pasterza przy ul. 29 Listopada; autor Stefan Kowalówka (1998)
  - na Cmentarzu wojskowym przy ul. Prandoty
  - przed sanktuarium łagiewnickim; autor Witold Cęckiewicz (2006)
  - koło kościoła na Skałce; autor A. Wojnar (1981)
  - przy kaplicy św. Małgorzaty na Salwatorze
  - na Wawelu, przed katedrą; autor Kazimierz Gustaw Zemła (2008)
  - przed Bazyliką w Mogile
  - przed kościołem Arka Pana w Nowej Hucie
  - przed kościołem św. Mikołaja z Tolentino przy ul. Górników w Prokocimiu
  - przed klasztorem xx. Zmartwychwstańców przy ul. Pawlickiego 1
  - przed Centrum Jana Pawła II „Nie lękajcie się”; autor Władysław Dudek (2016)
  - przed gmachem Biblioteki Uniwersytetu Papieskiego Jana Pawła II, ul. Bobrzyńskiego 10[17]
  - Głaz Jana Pawła II – na Błoniach; autor Stefan Dousa (1999)
- ks. Kazimierza Jancarza – na os. Tysiąclecia[18]
- Bogdana Jańskiego – przy ul. Pawlickiego 1, przed seminarium xx. Zmartwychwstańców na Zakrzówku
- Erazma Jerzmanowskiego – przy ul. Górników 27, w Parku Jerzmanowskich w Prokocimiu; autor Stefan Dousa (2010)[19]
- ks. Franciszka Jordana – przy ul. św. Jacka16, koło kościoła salwatorianów na Zakrzówku
- Henryka Jordana – w parku Jordana; autor Jan Szczepkowski (1914)

### K
- Józefa Kałuży – przed stadionem Cracovii; autor Czesław Dźwigaj (2017)[20]
- Jana Karskiego – przy ul. Szerokiej 40; autor Karol Badyna (2016)[21][22]
- Antoniego Kępińskiego – w Zaułku Estreichera
- Jana Kochanowskiego – na os. Złotego Wieku; autor Bogusław Danielak (1974)
- Kolumna Niepodległości – na Wzgórzu Wawelskim w pobliżu wejścia do Smoczej Jamy, ustawiona 1918, przywrócona 2000[23]
- Hugona Kołłątaja – na dziedzińcu Kolegium Kołłątaja przy ul. Gołębiej, odsłonięty w 2012[24]
- Komediantów – na placu św. Ducha, obok Teatru Słowackiego, pomnik dawnych aktorów; autor Roman Tarkowski (1969)
- Stanisława Konarskiego – przed Liceum OO. Pijarów przy ul. Akacjowej
- Konfucjusza – przed siedzibą Instytutu Konfucjusza Uniwersytetu Jagiellońskiego przy ul. Oleandry[25]
- Marii Konopnickiej – na os. Podwawelskim; autor Antoni Hajdecki (1986)
- Mikołaja Kopernika
  - pomnik na Plantach, koło Collegium Novum; autor Cyprian Godebski (1900)
  - przed budynkiem Wydziału Matematyki i Informatyki Uniwersytetu Jagiellońskiego, autor Karol Badyna (2023)[26]
  - w kościele św. Anny w pn-zach ramieniu transeptu, zaprojektowany i ufundowany w 1822 przez ks. Sebastiana Sierakowskiego, wykonany z czarnego marmuru przez Jana Nepomucena Gallego
  - w gmachu PAU przy ul. Sławkowskiej, ufundowany przez Zofię Potocką; autor Walery Gadomski (1872)
- Tadeusza Kościuszki
  - pomnik na Wawelu; autor Leonard Marconi (1900), zrekonstruowany w 1960
  - na dziedzińcu Politechniki Krakowskiej
- Kraka – na dziedzińcu Archiwum Narodowego przy ul. Siennej 16; autor Franciszek Kalfas (1929)
- Króla Jana III Sobieskiego – w Ogrodzie Strzeleckim; autor Walery Gadomski (1883)
- Króla Kazimierza III Wielkiego – w Zaułku Estreichera
- Króla Zygmunta II Augusta – w Ogrodzie Strzeleckim; autor Walery Gadomski (1883)
- Królowej Jadwigi i Króla Władysława Jagiełły – na Plantach, naprzeciwko ul. Krowoderskiej; projekt Karol Knaus, autor pomnika Tomasz Oskar Sosnowski (1886)
- Krzyża Nowohuckiego – na osiedlu Teatralnym; autor Stefan Dousa (2007)[18]
- Krzyż Katyński – na placu im. Ojca Adama Studzińskiego; autor Jacek Marek (1990), odnowiony w 2000, wymieniony w 2012[27]
- pułkownika Ryszarda Kuklińskiego – na placu Jana Nowaka-Jeziorańskiego; projekt Czesław Dźwigaj i Krzysztof Lenartowicz (odsłonięcie 4.06.2018)[28][29]
- Stanisława Kutrzeby – na dziedzińcu budynku PAU przy ul. Sławkowskiej 17; autor Marian Konieczny (1988)
- ks. Mieczysława Kuznowicza – na terenie klubu KS „Juvenia”; autor Bronisław Chromy (1981)[30]

### L
- Juliusza Lea – obok kładki Ojca Bernatka, na skwerze u zbiegu ulic Józefińskiej i Nadwiślańskiej w Podgórzu; autorzy: Karol Badyna, Łukasz Podczaszy (2018)[31][32][33][34]
- Legionu Czechów i Słowaków – na rogu ulic Katowickiej i Palmowej (2017)[35]
- Lilli Wenedy – na Plantach, naprzeciwko klasztoru Reformatów; autor Alfred Daun (1884), w 1897 kamienny pomnik zastąpiony odlanym w brązie
- Lokomotywa AGH – przed budynkiem Wydziału Inżynierii Metali i Informatyki Przemysłowej (pawilon B-5) Akademii Górniczo-Hutniczej w Krakowie; umieszczona w 2009
- Głaz Lotników Alianckich – na Bulwarze Lotników Alianckich
- Lotników Polskich – przy al. Jana Pawła II; autor Bronisław Chromy (1989)
- Lotników z Prokocimia – u zbiegu ulic Na Wrzosach i Górników, odsłonięty w 2002[36][37], dodatkowa tablica z 2007
- Józefa Louisa – w Parku Strzeleckim

### Ł
- Ignacego Łukasiewicza – przy ul. Lubicz, przed budynkiem „Nafty”; autor Władysław Kandefer (1982)

### M
- kardynała Franciszka Macharskiego – przed kościołem Matki Bożej Pocieszenia przy ul. Bulwarowej 15, autor: Jolanta Kłosowska (2022)[38]
- biskupa Albina Małysiaka – u zbiegu ulic Komuny Paryskiej i Małysiaka[39]
- Martyrologii 1944 – przy ul. Lubicz 27
- Martyrologii Powieszonych 26 czerwca 1942 – obelisk przy ul. Wodnej, odsłonięty w 1947
- Martyrologii – rozstrzelanych 10 września 1939 – przy ul. Abrahama, odsłonięty w 1984
- Martyrologii – rozstrzelanych w Grębałowie 29 stycznia 1944 roku – przy ul. Kocmyrzowskiej na Wzgórzach Krzesławickich; autorzy: Jadwiga Horodyska, M. Grodzicki, Z. Trzebiatowski (1963)
- Martyrologii – rozstrzelanych w Łobzowie 20 października 1943 roku – przy ulicy Artura Grottgera, odsłonięty w 1946. W 1980 uporządkowanie i modernizacja otoczenia wg projektu M. Korneckiego
- Jana Matejki
  - przed dworkiem Matejki w Krzesławicach; autor Czesław Dźwigaj (1994)
  - przy ul. Ukrytej; autor Marian Konieczny[40]
  - pomnik przy ul. Basztowej, po zachodniej stronie Barbakanu; autor Jan Tutaj[40][41] (2013)
- Franciszka Mączyńskiego – przy ul. Kopernika, koło kościoła Jezuitów; autor Xawery Dunikowski (1912)
- Adama Mickiewicza – na Rynku Głównym; autor Teodor Rygier (1898), zrekonstruowany w 1955: Janina Reichert-Toth i Fryderyk Toth, Franciszek Łuczywo
- Macieja Miechowity – przy ul. Kopernika 7; autor Marek Maślaniec (2004)[42]

- krakowskiej przekupki Miedzianny – na fasadzie Pałacu „Pod Krzysztofory” na rogu ulic: Szczepańskiej i Jagiellońskiej, odsłonięty 17 grudnia 2021, proj. prof. Aleksander Śliwa.

- Mieszkańcom Łagiewnik poległym za Polskę – przy ul. Millana

### N
- Nieznanego Żołnierza – na placu Matejki (1925–1939); wersja współczesna – autor Wiktor Zin (1976)
- Maksymiliana Siła-Nowickiego – na Plantach im. Floriana Nowackiego przy ujściu Wilgi do Wisły; obelisk wzniesiony w 1898, w 1979 dodano medalion z wizerunkiem uczonego autorstwa Joanny Bogusz oraz tabliczkę
- Niepodległości – na pl. Niepodległości. Pomnik-obelisk 100-lecia odzyskania niepodległości, upamiętniający por. Antoniego Stawarza i innych wyzwalających Kraków w 1918 roku.

### O
- Obelisk na zbiorowych mogiłach jeńców sowieckich – przy ul. Kozienickiej[43]
- Obelisk na Wzgórzu Kaim w Bieżanowie; autor Henryk Nitra (1915)
- Obelisk Orła – na Kopcu Wandy; autor Jan Matejko (1890)
- Obrońców Poczty Gdańskiej – przy Zespole Szkół Łączności; autor Wiktor Zin (1974)
- Obywateli Prokocimia – przy ul. Popławskiego 15, przed budynkiem Szkoły Podstawowej nr 61; autor J. Jamroz (1977)
- Ofiar Dąbia – przy ul. Półkole, odsłonięty w 1946
- Ofiar Faszyzmu, Pomnik Ofiar Obozu Koncentracyjnego w Płaszowie, „Ludzie z wyrwanymi sercami” – przy ul. Kamieńskiego; projektant Witold Cęckiewicz (1964), autor rzeźby Ryszard Szczypiński
- Ofiar Komunizmu – na Cmentarzu Rakowickim; autor Stefan Dousa (1995)[44]
- Ofiar ukraińskiego ludobójstwa na Wołyniu – na Cmentarzu Rakowickim; autor Czesław Dźwigaj (2004)
- Ofiar pacyfikacji Woli Justowskiej 28 lipca 1943 – przy ul. 28 lipca 1943; autor Szorc (1950)
- Ofiar wielkiego głodu na Ukrainie 1932–1933 – przy ul. Olszewskiego, odsłonięty w 2008
- Karola Olszewskiego – przed budynkiem Wydziału Chemii Uniwersytetu Jagiellońskiego[45]
- Marcina Oracewicza – w Parku Strzeleckim; autor Michał Stefan Korpal
- Ormiański kamień krzyżowy–chaczkar – obok kościoła św. Mikołaja przy ul. Kopernika 9, odsłonięty w 2004; autor Jacek Chrząszczewski[46]

### P
- Ofiar zbrodni niemieckich na pacjentach szpitala psychiatrycznego w Krakowie-Kobierzynie
  - w parku Szpitala Klinicznego im. J. Babińskiego[47]
  - na cmentarzu komunalnym przy ul. Czerwone Maki[47]
- Ignacego Jana Paderewskiego
  - przy al. Mickiewicza, przed Collegium Paderevianum; autor Andrzej Pityński (1974)
  - pomnik w Parku Strzeleckim
  - przed Instytutem Muzykologii Uniwersytetu Jagiellońskiego (ul. Westerplatte 10)
- Pamięci Polaków deportowanych i jeńców III Rzeszy – przy rondzie Mogilskim
- Pamięci pomordowanych w niemieckich obozach koncentracyjnych i obozach zagłady – na placu Axentowicza
- Pamięci straconych 1 lipca 1942 – na rogu Nowosądeckiej i Wielickiej
- Pamięci straconych 28 października 1943 – na ul. Szerokiej, przed Starą Synagogą
- Pamięci straconych 29 października 1943 – przy ul. Prądnickiej, koło nasypu kolejowego, odsłonięty w 1945, przesunięty w 1973
- Pamięci zamordowanych działaczy i zawodników K.S. Dąbski – przy ulicy Dąbskiej 1
- Stanisława Panka – przed budynkiem AWF
- Józefa Piłsudskiego
  - przed szkołą Podchorążych w Bronowicach
  - pomnik na skwerze przy ul. Piłsudskiego; autor Czesław Dźwigaj (2008)[48]
  - Głaz Józefa Piłsudskiego, Pomnik 250. rocznicy zwycięstwa pod Wiedniem w Krakowie – na krakowskich Błoniach, przy ulicy Ferdynanda Focha, odsłonięty w 1936, usunięty podczas okupacji, przywrócony 1999 (projekt A. Kałużny)
- Ojca Pio – na dziedzińcu przed kościołem Kapucynów
- Piwnicy Pod Baranami – w Parku Decjusza; autor Bronisław Chromy (2000)[49]
- Poległym w I wojnie światowej mieszkańcom Bieżanowa (Obelisk Orła) – w Bieżanowie
- Poległym w II wojnie światowej żołnierzom Polski Walczącej – na rogu ulic Zwierzynieckiej i Powiśla
- Adama Polewki – dawniej w parku św. Wincentego à Paulo (dawny park Adama Polewki), obecnie obok Domu Pod Krzyżem na pl. św. Ducha; autor Wincenty Kućma (1969)
- Policjantów, zabitych przez Niemców – na terenie dawnego obozu Plaszow (2012)[50]
- Pomordowanym w Krzesławicach w latach 1939–1941 – fort w Krzesławicach; autorzy: A. Rejnoch, F. Toth, architektura: W. Leonowicz, B. Mikołajski, T. Ptaszycki (1956)[51]
- Pomnik Czynu Zbrojnego Proletariatu Krakowa – na Plantach, w okolicy Teatru Słowackiego, pamiątkowy głaz z tablicą zawierającą nazwiska ofiar strajkowych wydarzeń w Krakowie
- Pomnik ku czci ofiar obozu przejściowego – przy ul. Pielęgniarek[43]
- Pomnik pamięci pracowników Wodociągów, którzy zginęli podczas II wojny światowej – ul. Księcia Józefa 299, przed siedzibą Miejskiego Przedsiębiorstwa Wodociągów i Kanalizacji[47]
- Pomnik-symboliczny nagrobek ofiar egzekucji 6 czerwca 1944 – na rogu ulic Tynieckiej i Praskiej, koło wału wiślanego[47]
- Pomnik upamiętniający 30. rocznicę wydarzeń Jesieni Ludów w Europie – w Parku Strzeleckim[52]
- Pomnik upamiętniający 100. rocznicę Bitwy Warszawskiej – w Parku Strzeleckim[52]
- ks. Jerzego Popiełuszki
  - przed klasztorem Cystersów w Mogile; autor R. Dulka (1986)[18]
  - na os. Szklane Domy; autor Czesław Dźwigaj (2006)[18]
- Prasy podziemnej – na os. Szklane Domy; autor Czesław Dźwigaj (2007)[18]
- Elvisa Presleya – al. Elvisa Aarona Presleya; autor Jerzy Brataniec[53] (2005)[54]
- Stanisława Pyjasa – przed budynkiem „Żaczka” przy al. 3 Maja[55], autor Dariusz Sitek (2019)[1]

### R
- Mariana Raciborskiego – w Ogrodzie Botanicznym; autor Tadeusz Błotnicki (1937)
- Tadeusza Rejtana – na skwerze na rogu ulic Garbarskiej i Basztowej, odsłonięty 1890, zdemontowany z powodu uszkodzeń w 1946; autor popiersia Teodor Zakrzewski, autor kopii pomnika Czesław Dźwigaj (2007)[56]
- Henryka Reymana – koło stadionu „Wisły”, na rogu ulic Reymana i Reymonta; autor Wiktor Zin (1976), A. Koczur (otoczenie)
- Rozstrzelanych 22 października 1944 – Przegorzały-Glinnik
- Rozstrzelanych w Krzesławicach 1943 – przy ul. Wańkowicza

### S
- kard. Adama Stefana Sapiehy – przy ul. Franciszkańskiej, za kościołem Franciszkanów; autor August Zamoyski (1976)
- Władysława Sikorskiego
  - pomnik na os. Szkolnym, przed Zespołem Szkół Mechanicznych; autor Bogusz Salwiński (1982)
  - koło kościoła św. Agnieszki przy ul. Dietla; autor Paweł Świtak (1990)
- ks. Piotra Skargi – na pl. św. Marii Magdaleny; autor Czesław Dźwigaj (2001)
- Piotra Skrzyneckiego
  - pomnik przed Katedrą Chirurgii na ul. Skawińskiej; autor Karol Gąsienica Szostak (1998)[49]
  - pomnik w Rynku Głównym, przed kawiarnią Vis a vis; autorzy Grażyna Borkowska-Niemojewska i Łukasz Niemojewski[49] (2000)
- Smoka Nowohuckiego – przy ul. Kornela Makuszyńskiego[57]
- Smoka Wawelskiego – przed Smoczą Jamą; autor Bronisław Chromy (1972)
- Smoczy szlak – trasa turystyczna z pomnikami smoków
- Bohdana Smolenia – na rogu ulic Jabłonowskich i Czapskich[58]
- Bartka Sobola – u zbiegu ulic księcia Józefa i Mirowskiej[59]
- Solidarności – przy placu Centralnym od 2005, wcześniej od 1999 przed halą walcowni zgniatacz Huty im. Tadeusza Sendzimira[18]
- 25-lecia „Solidarności” – na os. Szklane Domy, odsłonięcie w 2005[18]
- Stalag 369[60] – przy ul. Żywieckiej
- św. Stanisława
  - na podworcu kamienicy przy ul. Kanoniczej 21
  - koło kościoła na Skałce, wewnątrz sadzawki
- Floriana Straszewskiego – na Plantach, koło przejścia podziemnego; autor Edward Stehlik (1874)
- Studzienka Badylaka – na Rynku Głównym
- Władysława Szafera – w Ogrodzie Botanicznym; autor Antoni Hajdecki (1975)
- św. Szymona z Lipnicy – koło kościoła Bernardynów[61]

### Ś
- Światowid pod Wawelem w Krakowie – u zbiegu ulic: Grodzkiej, św. Idziego i Bernardyńskiej; autorzy kopii Józef i Waldemar Wesołowscy (1968)

### T
- Pála Telekiego – ul. Rajska 1; autor Stefan Dousa (2020)[62]
- Józefa Tischnera – w Zaułku Estreichera
- Trzech grajków – na pl. Wolnica; autor Bronisław Chromy (1970)
- 333. rocznicy Odsieczy Wiedeńskiej – w Parku Strzeleckim w 2016 wmurowano Akt Fundacyjny rzeźby upamiętniającej rocznicę Odsieczy[63][64]

### W
- św. Wacława – na terenie ogrodu opactwa cystersów w Mogile (zobacz)
- Józefa Warszewicza – w Ogrodzie Botanicznym; autor Franciszek Wyspiański (przed 1882)
- gen. Bolesława Wieniawy-Długoszowskiego – na Cmentarzu Rakowickim[65]
- Więźniów obozu Liban – przy ul. Za Torem 22, (1948)
- św. Wincentego à Paulo – w Parku św. Wincentego à Paulo; autor Karol Badyna (2010)[66]
- Bogdana Włosika – na os. Przy Arce, naprzeciwko kościoła „Arka”; autor Helena Łyżwa (1992)[18]
- Tadeusza Wojtaszka – na terenie kampusu Uniwersytetu Rolniczego przy alei 29 listopada[67]
- niedźwiedzia Wojtka – w parku Jordana; autor Wojciech Batko (2014)[68]
- Leona Wyczółkowskiego – przy ul. Wyczółkowskiego 7; autor Karol Badyna (2013)[69]
- Stanisława Wyspiańskiego
  - pomnik przed Muzeum Narodowym; autor Marian Konieczny (1982)
  - przed Starym Spichlerzem na placu Sikorskiego – autor Bronisław Chromy (1981), w obecnym miejscu od 2022[70]

### Z
- Clementa J. Zabłockiego – przed szpitalem pediatrycznym w Prokocimiu
- Narcyza „Zawojny” Wiatra – na Plantach, w pobliżu Poczty Głównej; autor Bronisław Chromy (1992)
- Mikołaja Zyblikiewicza – na pl. Wszystkich Świętych; autor Walery Gadomski (1887), popiersie usunięte w 1954, ponownie odsłonięte w 1985

### Ż
- Żaczka z fontanną – na placu Mariackim, kopia figury żaczka z ołtarza Mariackiego; projekt Jan Budziło, model rzeźby Franciszek Kalfas, odlew Leon Dyrek (1956);
- Tadeusza Żeleńskiego-Boya – na Plantach, między ul. Podzamcze i Poselską, w pobliżu Wawelu, popiersie z brązu, autor Edward Krzak (1979)[1];
- Tadeusza Boya-Żeleńskiego – ul. Karmelicka, w holu Teatru Bagatela, figura z brązu, autor: A. Zwolak, (1991)[1];
- Stefana Żeromskiego – ul.Wacława Sieroszewskiego 66, przed budynkiem szpitala im. Żeromskiego, popiersie z brązu, autor Marian Konieczny[71], (1974)[1];
- Żołnierzy Armii Kraków – na Cmentarzu wojskowym przy ul. Prandoty;
- Żołnierzy AK i cichociemnych poległych w walce z żandarmerią niemiecką – przy ulicy Centralnej, słup z bloków kamiennych z tablicą inskrypcyjną, autor: Jerzy Stacharski[72], (1980)[1];
- Żołnierzy Polski Walczącej – Bulwar Czerwieński, przy zbiegu ul. Powiśle i ul. Zwierzynieckiej, 3 orły otaczające znicz z symbolami Polski Walczącej, z tablicami inskrypcyjnymi, wykonane ze spiżu, autor Bronisław Chromy (1992)[1];
- Pamięci Żydów krakowskiego getta – plac Bohaterów Getta, metalowe krzesła, autorzy: Piotr Lewicki i Kazimierz Łatak, (2005)[1];
- Pamięci Żydów ofiar Holocaustu – przy ul. Miodowej na Nowym cmentarzu żydowskim;
- Pamięci Żydów z Krakowa i okolic zamordowanych przez Niemców – na ul. Szerokiej;
- Pamięci Żydówek węgierskich przebywających w obozie w Płaszowie – ul. Abrahama, na terenie dawnego obozu w Płaszowie, postument z tablicą wykonany z betonu, (2000)[1]
- Pamięci Żydów zamordowanych w obozie w Płaszowie w latach 1943–1945 – ul. Abrahama, na terenie dawnego obozu w Płaszowie, głaz z napisem wykonany z wapienia i marmuru[1]
- Pomnik ku czci żołnierzy radzieckich poległych podczas wyzwalania Krakowa w 1945 r. – koło Barbakanu (wykonany w 1945, przeniesiony w 1997 na Cmentarz wojskowy przy ul. Prandoty do kwatery wojsk radzieckich[73]); autorzy: Karol Muszkiet i Marcin Bukowski.

### wparku Jordana
- popiersia: gen. Władysława Andersa, Łukasza Cieplińskiego, Fryderyka Chopina, Stefana Czarnieckiego, Ignacego Daszyńskiego, mjr. Hieronima Dekutowskiego „Zapory”, Jana Długosza, Romana Dmowskiego, gen. Augusta Fieldorfa „Nila”, sierż. Józefa Franczaka „Lalka”, Władysława Gurgacza, Artura Grottgera, gen. Józefa Hallera, Zbigniewa Herberta, Józefa Bosaka-Hauke, Jana Pawła II, Jana Kochanowskiego, Wojciecha Korfantego, ks. Augustyna Kordeckiego, Mikołaja Kopernika, Stanisława Konarskiego, Maksymiliana Marii Kolbego, Hugona Kołłątaja, Zofii Kossak-Szczuckiej, Tadeusza Kościuszki, Zygmunta Krasińskiego, Ryszarda Kuklińskiego, Karoliny Lanckorońskiej, Joachima Lelewela, Zygmunta Szendzielarza, gen. Stanisława Maczka, Andrzeja Małkowskiego, Albina Małysiaka, Jana Matejki, Adama Mickiewicza, Juliana Ursyna Niemcewicza, gen. Leopolda Okulickiego, Konstantego Ostrogskiego, Ignacego Jana Paderewskiego, Zdzisława Peszkowskiego, Witolda Pileckiego, Józefa Piłsudskiego, ks. Józefa Poniatowskiego, ks. Jerzego Popiełuszki, Kazimierza Pułaskiego, Tadeusza Reytana, Danuty Siedzikówny „Inki”, Henryka Sienkiewicza, ks. Piotra Skargi, Marii Skłodowskiej-Curie, Juliusza Słowackiego, gen. Stanisława Sosabowskiego, gen. Kazimierza Sosnkowskiego, Stanisława Staszica, kard. Adama Stefana Sapiehy, mjr. Zygmunta Szendzielarza „Łupaszki”, Jana Tarnowskiego, Wincentego Witosa, kard. Stefana Wyszyńskiego, Elżbiety Zawackiej, Stanisława Żółkiewskiego.

### w Zaułku Estreichera
- popiersia: Juliana Aleksandrowicza, Karola Estreichera, Antoniego Kępińskiego, Jana Pawła II, Józefa Tischnera, w głębi dziedzińca rzeźba króla Kazimierza III Wielkiego – dziedziniec Huta Collegium Maius, wejście z ul. św. Anny; autor Karol Badyna (2014)[74].

## Pomniki planowane
- Armii Krajowej – być może kiedyś stanie na miejscu istniejącego już pomnika psa Dżoka[75].
- Orląt Lwowskich – w parku przy dawnych koszarach na ul. Rajskiej, skąd w 1918 r. wyruszyła polska odsiecz dla Lwowa[76].

## Pomniki niezachowane
- Astronautów Amerykańskich – na stadionie „Bronowianki”, ul. Zarzecze 124, posąg ze stali i betonu, autorzy Danuta Nabel-Bochenek i K. Łaskawski, odsłonięty w VII 1969, usunięty w X 1969[1].
- Fryderyka Chopina – na Plantach naprzeciw kościoła Reformatów, popiersie, autor Władysław Marcinkowski[1], wzniesiony ok. 1888[77] lub 1891[1], rozebrany w 1931[1] z powodu planów budowy okazalszego pomnika – uniemożliwionych przez wojnę.
- Cesarza Franciszka Józefa I – ul. Podchorążych, popiersie, usunięty po 1918[1].
- Czerwonych Harcerzy – ul. Warszawska 17, głaz z tablicą inskrypcyjną, usunięty po 1989[1].
- Dąb Wolności – os. Bohaterów Września (na skwerze koło Szkoły Podstawowej nr 144), obelisk z inskrypcją i drzewo, 1975, usunięty po 1989[1].
- Iwana Koniewa – przy ulicy Koniewa (obecnie ul. Armii Krajowej), posąg ze spiżu, autor Antoni Hajdecki, odsłonięty w 1987[77], zdemontowany w 1991[78][79], przekazany władzom miasta Kirow.
- Tadeusza Kościuszki – park Bednarskiego, popiersie, 1896, usunięty w 1918[1].
- Janka Krasickiego – na osiedlu Teatralnym, przed budynkiem Szkoły Podstawowej nr 77, usunięty w 1991[80].
- Lajkonika – na posesji na rogu ul. Królowej Jadwigi 29 i ul. Emaus 18, figura, ok. 1946[1].
- Włodzimierza Lenina i Józefa Stalina – w Ogrodzie Strzeleckim, postacie siedzące na ławce, 1955[1], usunięty w 1956[77].
- Włodzimierza Lenina – przy alei Róż, posąg, autor Marian Konieczny, ustawiony w 1971[77], usunięty w 1989[81]).
- Adama Mickiewicza – park Bednarskiego, popiersie, 1896, usunięty 1918[1]
- Milicjantów poległych w bojach o Polskę Ludową – na Rondzie Mogilskim, głaz z napisem, autor Bronisław Chromy, 1959, w 1991 usunięto napis, następnie cały głaz.
- Adama Polewki – park im. Adama Polewki (obecnie park im. Wincentego á Paulo), popiersie z brązu, autor Wincenty Kućma, 1969, usunięty po 1989,[1].
- Tadeusza Reytana – obok dawnego hotelu „Krakowskiego” ustawiony ok. 1888[77].
- Jana III Sobieskiego – park Bednarskiego, popiersie, 1896, usunięty w 1918[1].
- Karola Świerczewskiego – na os. Szkolnym, przed Technikum Budowlanym, popiersie z brązu, autor Antoni Hajdecki, 1979, usunięty w 1991; [1].
- Pomnik wdzięczności dla Armii Radzieckiej[82] lub pomnik braterstwa (według innych autorów)[81]; betonowy obelisk wysokości 21 m obłożony płytami granitowymi, płaskorzeźbami – na placu Wolności (obecnie plac Inwalidów), autorzy Irena i Metody Sowa, 1958, usunięty w 1991.
- nieistniejące popiersia w parku Jordana: Adama Asnyka, Józefa Bema, Marcina Borelowskiego, Jana Karola Chodkiewicza, Tadeusza Czackiego, Adama Czartoryskiego, Elżbiety Drużbackiej, Teofila Lenartowicza, Karola Libelta, Stanisława Jabłonowskiego, Stanisława Małachowskiego, Karola Marcinkowskiego, Stanisława Skarbka, Stanisława Moniuszki, Wincentego Pola, Józefa Sowińskiego, Jędrzeja Śniadeckiego, Jana Zamoyskiego.